# René Hofschneider
René Hofschneider (ur. 1960 w Detmold) – niemiecki aktor teatralny, telewizyjny i filmowy.

## Filmografia
- 1990: Europa, Europa jako Isaak Perel
- 1995: Tatort – Endstation
- 1999: Kobra – oddział specjalny - odc. Der Richter jako Jürgen Kemmer
- 2001: Tatort – Trübe Wasser jako Bernd Matzke
- 2002: Berlin, Berlin jako dr Strangelove
- 2002: Tatort – Schrott und Totschlag jako Bertram Nock
- 2004: Kobra – oddział specjalny - odc. Sabotage jako Niklas Gerlach
- 2010: Danni Lowinski jako Richter Rensing